# Éric Sikora
Vous lisez un « bon article » labellisé en 2014.
Pour les articles homonymes, voir Sikora.
Éric Sikora, né le 4 février 1968 à Courrières, dans le département du Pas-de-Calais, est un footballeur professionnel français ayant évolué au poste de latéral droit au Racing Club de Lens et devenu ensuite membre de l'encadrement technique de ce club, y occupant différents postes. Il est depuis 2025 entraîneur-adjoint de l'équipe professionnelle.
Natif de la région lensoise, Éric Sikora intègre en 1980 le Racing Club de Lens via ses équipes de jeunes. Il en rejoint l'équipe professionnelle en 1985 et découvre à cette occasion la première division française. Après plus de dix ans au club et ayant connu avec lui aussi bien la Coupe UEFA que la deuxième division, Sikora remporte son premier titre en professionnel en 1998, le Championnat de France. Finaliste de la Coupe de France la même année, il gagne également la Coupe de la Ligue en 1999 et est demi-finaliste de la Coupe UEFA en 2000. Vice-champion de France en 2002, il arrête sa carrière de joueur en 2004 et entame une reconversion au sein du club artésien. Membre de l'encadrement technique, il est entraîneur de l'équipe première du 24 septembre 2012 à la fin de la saison lensoise 2012-2013. Il dirige ensuite l'équipe réserve du RC Lens.
Sikora, qui fait partie des footballeurs ayant effectué l'ensemble de leur carrière dans un seul et même club, est le joueur ayant disputé le plus de rencontres de première division avec le RC Lens. Il est considéré comme un acteur majeur de l'histoire de cette équipe.

## Parcours

### Repères biographiques
Éric Sikora est né le 4 février 1968 à Courrières, dans le département du Pas-de-Calais, d'une famille d'origine polonaise, arrivée dans la région au cours des années 1920. Son grand-oncle (ou oncle) François Ludo,, a été footballeur professionnel au RC Lens et à l'AS Monaco. Marié avec Nathalie, le couple a deux enfants.

### Débuts en équipes de jeunes
Tout petit, Éric Sikora pratique le football avec ses amis dans les rues de Billy-Montigny. Il va également au stade le week-end sous l'impulsion de son grand-père pour soutenir l'équipe première de l'US Rouvroy. Cela l'incite à rejoindre ce club en 1976. Alors qu'il a l'âge d'évoluer en catégorie pupilles, il est aligné avec l'équipe minimes du club. Le président de Rouvroy refuse un premier départ de son joueur au RC Lens avant de l'accepter en 1980. Sikora, qui est sélectionné dans l'équipe d'Artois dirigée par Jean-Luc Lamarche en parallèle de cette dernière saison avec Rouvroy, intègre alors le club Sang et Or en tant que minime première année,. À cette époque, il évolue au poste d'attaquant.
Sikora poursuit alors une scolarité en sport-études au collège de Billy-Montigny, où il pense devenir professeur d'éducation physique et sportive, et ensuite au lycée Condorcet de Lens en compagnie de Laurent Hochart et de Jean-Guy Wallemme. Au sein du RC Lens, il progresse dans les catégories de jeunes et au niveau cadet, où il recule au milieu de terrain, il dispute et perd la finale du Championnat de France cadet 1983 contre l'AJ Auxerre un but à zéro. Sikora joue alors avec Wallemme et parmi ses adversaires figurent Basile Boli, William Prunier et Daniel Dutuel. C'est pendant son passage dans cette catégorie de jeunes qu'il est appelé en équipe de France pour participer à un tournoi de la sélection en Hongrie. L'année suivante, il dispute ses premières rencontres avec la réserve lensoise de division d'honneur. Alors qu'il est en classe de première, Sikora décide d’arrêter sa scolarité pour se concentrer sur le football. Il rejoint alors le centre de formation du RC Lens, en continuant de résider chez ses parents, et intègre l'équipe réserve entraînée par Arnold Sowinski à partir de 1985. Sowinski choisit alors de le faire jouer en défense centrale.

### Carrière professionnelle

#### Première saison (1985-1986)
Éric Sikora, qui dispose alors d'un contrat d'aspirant, dispute sa première rencontre en première division le 4 octobre 1985, contre le FC Sochaux au stade Auguste-Bonal,. Membre initialement de l'équipe de division d'honneur et de la réserve, l'entraîneur de l'équipe première Joachim Marx le convoque dans la semaine précédant le match dans le groupe professionnel puis le fait jouer en raison de l'absence de plusieurs défenseurs de l'équipe. Sikora joue alors au poste de latéral droit, qu'il conserve durant l'ensemble de sa carrière,,. Au cours du match, il est à l'origine d'un des trois buts inscrits par son club à la suite d'un centre qui est dévié dans son propre but par le Sochalien Jean-Luc Ruty,. À la suite de ce match, Sikora alterne les rencontres avec l'équipe première et la réserve. Sous l'impulsion de Marx, Sikora, alors payé 2 500 francs par mois, reçoit une prime des dirigeants lensois en fin d'année 1985. Il dispute au total quatorze matchs durant la saison dont onze en championnat. En fin de saison, le journaliste de La Voix du Nord Pierre Diéval dit de lui : « N'oublions pas Éric Sikora, un gamin bourré de talent, au seuil d'une belle carrière certainement ». Durant l'été suivant, il signe un contrat de sept ans avec le RC Lens.

#### De la Coupe d'Europe à la deuxième division (1986-1991)

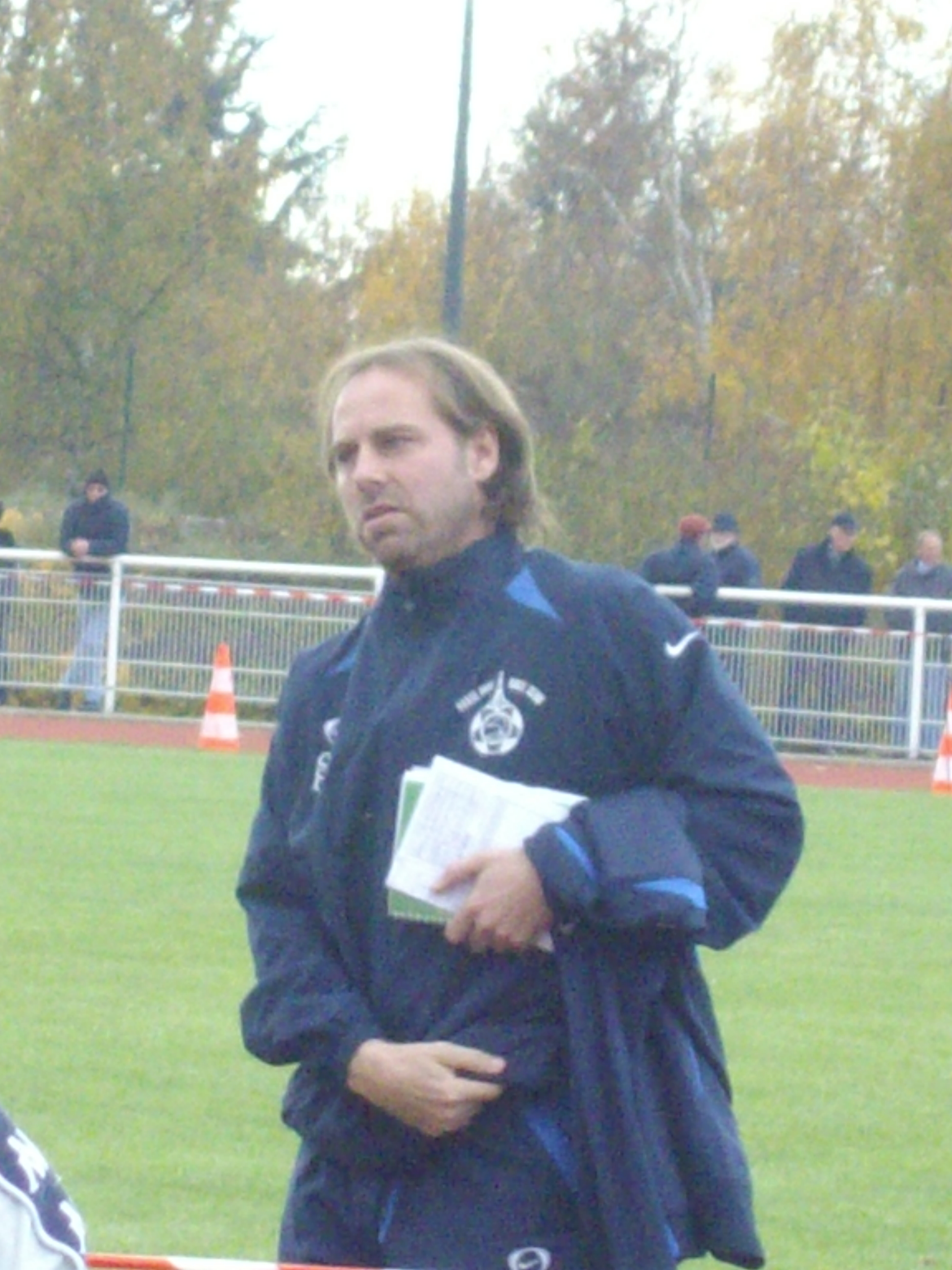
Jean-Guy Wallemme, ici en 2007, est partenaire de Sikora au RC Lens dès les équipes de jeunes.

En 1986-1987, Éric Sikora commence la saison en tant que stagiaire avant de devenir officiellement professionnel l'année suivante. Il devient membre uniquement de l'équipe première et découvre alors la coupe d'Europe en disputant la Coupe UEFA. Il dispute les deux matchs de trente-deuxième de finale joués contre Dundee United. Après avoir remporté un à zéro le match aller à Lens, le RC Lens est éliminé au retour à la suite d'une défaite deux à zéro contre les Écossais, battus par la suite en finale par l'IFK Göteborg. En championnat, Sikora devient titulaire et joue 32 rencontres avec le club qui se classe dixième,. Sikora est toujours titulaire durant les deux saisons qui suivent, marquées par une chute du RC Lens dans le classement en championnat à la suite de problèmes financiers ayant entraîné le départ de nombreux joueurs, et finalement une descente en deuxième division en 1988-1989, une saison marquée par seulement trois victoires pour les Sang et Or. Cette saison est néanmoins pour Sikora sur le plan sportif celle de son premier but en professionnel, inscrit le 5 novembre 1988 en championnat lors de la victoire de Lens au Stade Bollaert contre le SM Caen cinq buts à zéro, ainsi que son incorporation au bataillon de Joinville où il effectue son service militaire dans la promotion de décembre 1988 dirigée par Roger Lemerre.
Durant l'intersaison, Sikora, ainsi que Jean-Guy Wallemme, sont reçus par Gervais Martel, président du club depuis août 1988, qui les convainc de rester au club malgré la descente. Lors de la saison 1989-1990, Sikora est fréquemment remplaçant dans les choix de l'entraîneur Philippe Redon. Les résultats du club sont mauvais, le maintien du club en deuxième division n'étant pas acquis ; Redon est finalement remplacé par Marcel Husson et le RC Lens conclut la saison à la huitième place de son groupe. La saison suivante, le RC Lens, dirigé par Arnaud Dos Santos, entame mal la saison avant de remonter au classement du groupe B et de terminer deuxième de la saison régulière derrière Le Havre AC. Pour Sikora, la saison est marquée par le décès de son père, atteint d'un cancer. Qualifié pour les barrages d'accession en première division, le RC Lens domine tout d'abord l'US Valenciennes-Anzin, un but à zéro, puis le RC Strasbourg, quatre buts à deux sur les deux rencontres, avant d'être éliminé dans la confrontation décisive pour la montée par le Toulouse FC, quatre buts à un sur les deux matchs. Durant l'intersaison suivante, le club ambitionne la remontée en première division mais celle-ci survient plus tôt. En raison des relégations de l'OGC Nice, du Stade brestois et des Girondins de Bordeaux décidées par la Direction nationale du contrôle de gestion, le RC Lens est réintégré en première division, ce qui permet donc à Sikora d'évoluer à nouveau au plus haut niveau national après deux ans de deuxième division.
Durant cette période, Éric Sikora évolue à la fois en club et en sélection nationale de jeunes. Sélectionné à une reprise en équipe de France cadet, il intègre l'équipe de France espoirs en 1986 et dispute à cette occasion une rencontre en tant que titulaire contre l'URSS, rencontre gagnée par la France deux buts à un. Il est également sur le banc contre la RDA. Il évolue alors en compagnie de Stéphane Paille, Éric Cantona ou Roger Boli, futur coéquipier en club. Non sélectionné durant deux ans, il revient en sélection espoirs à l'occasion d'un match nul contre la Tchécoslovaquie, le 24 août 1988. Dans ce match, terminé sur un score nul et vierge, il joue la première mi-temps avant d'être remplacé par Jean-Luc Delpech,. Il dispute ensuite un match qualificatif pour le Championnat d'Europe espoirs 1990 remporté deux buts à zéro contre la Norvège et sa dernière apparition sous le maillot bleu s'effectue contre le Maroc le 22 octobre 1988 et se solde par un match nul un but partout,. Lors de ces deux derniers matchs, il alterne au poste d'arrière droit avec Benoît Cauet. Il côtoie alors les futurs champions du monde 1998 Didier Deschamps et Marcel Desailly. Son total de sélection en équipe espoirs s'arrête avec ces quatre sélections,. En juillet 1989, alors qu'il effectue son service militaire au bataillon de Joinville, Sikora est retenu dans l'équipe de France militaire appelée à disputer les Jeux de la Francophonie 1989. La sélection française termine quatrième de cette compétition. Dans un match émaillé de plusieurs expulsions, Sikora reçoit un carton rouge lors de la demi-finale perdue contre le Maroc pour contestation auprès de l'arbitre. Au retour de l'équipe en France, l'encadrement décide de sanctionner de vingt jours d'arrêt au bataillon de Joinville un groupe de cinq joueurs comprenant Sikora ainsi que Patrick Valéry, Michel Pavon, David Ginola et Clément Garcia.

#### Stabilisation en première division (1991-1997)
De retour en première division, le Racing Club de Lens termine huitième de cette saison après avoir réalisé une meilleure deuxième partie de championnat que la première. Sikora dispute 32 rencontres durant cette saison dont notamment, en février 1992, le match contre l'Olympique de Marseille gagné par les Lensois deux buts à un devant 48 912 spectateurs au stade Bollaert, ce qui est alors le record d'affluence pour un match de championnat de France,. Lors du match, le but qui donne la victoire au RC Lens est iscrit par Francis Gillot de la tête à la suite d'un coup franc tiré par Sikora. Il est également l'auteur de trois buts en championnat inscrits sur penalty à l'AS Saint-Étienne, contre l'Olympique lyonnais et au Lille OSC, trois matchs remportés par le club sang et or,,,. La saison suivante commence par une absence de victoires en championnat, la première du club n'intervenant qu'à la quatorzième journée contre l'US Valenciennes. Ce début de saison amène le président Gervais Martel à remplacer l'entraîneur Arnaud Dos Santos par Patrice Bergues, issu de la formation du club. Progressivement, Lens remonte au classement et finit ce championnat en neuvième position,. Sikora, qui se marie au cours de la saison, participe à trente-cinq des trente-huit rencontres de championnat et marque le but de la victoire lensoise à l'extérieur contre Le Havre AC lors de la vingt-et-unième journée,,,,. Il marque également un but lors du trente-deuxième de finale de la Coupe de France contre le Club olympique de Savigny Foot. Le RC Lens est éliminé en huitièmes de finale par le Toulouse FC.
Comme lors des saisons précédentes, le RC Lens aborde mal la première partie de saison 1993-1994 et figure ainsi à la trêve hivernale à la quatorzième place du classement du championnat. Plusieurs joueurs, dont Éric Sikora, subissent durant cette période des problèmes physiques influant sur ces résultats. Le club progresse en 1994 et remonte en dixième place du classement,. Parallèlement à cette remontée, le RC Lens se signale en Coupe de France. Après trois tours gagnés contre des clubs de divisions inférieures, et avec un but de Sikora contre le SC Bastia,, le RC Lens bat au Parc des Princes le Paris Saint-Germain, tenant du titre et futur champion de France 1994 deux buts à un. En demi-finale, les Lensois sont battus au stade Bollaert par le Montpellier HSC deux buts à zéro. Sikora participe à l'ensemble des matchs de Lens en Coupe de France ainsi qu'à trente-trois matchs de championnat lors d'une saison marquée dans sa vie personnelle par la naissance de son premier enfant,. À l'intersaison, le RC Lens prend sa revanche sur les Montpelliérains en finale de l'ancienne version de la Coupe de la Ligue, une compétition non officielle organisée par la Ligue nationale de football. Sikora, remplaçant lors de la finale, entre en jeu à la place de Pierre Laigle. La saison suivante voit le RC Lens terminer cinquième du championnat, ce qui qualifie le club pour la Coupe UEFA 1995-1996. Terminer à une place européenne était un objectif affiché en début de saison. Éric Sikora, qui a participé à trente-deux rencontres pour trois buts inscrits,, est notamment l'auteur en championnat d'un coup franc de l'égalisation lensoise en fin de match lors de la réception du FC Nantes, futur champion, et d'un penalty réussi contre le SM Caen lors de l'avant-dernière journée qui valide cette qualification européenne.
Sikora retrouve donc la Coupe d'Europe en 1995-1996 et est le seul joueur lensois à avoir participé à la dernière incursion du RC Lens dans cette compétition en 1986-1987. Il est présent lors des qualifications obtenues contre l'Avenir Beggen puis le Tchernomorets Odessa ainsi que lors de l'élimination en huitièmes de finale contre le Slavia Prague où le seul but au terme des rencontres aller-retour est inscrit par Karel Poborský en prolongation,. En championnat, le RC Lens, après avoir été deuxième au terme de la vingt-et-unième journée,, se classe cinquième comme lors de la saison précédente et se qualifie pour la deuxième année consécutive pour la Coupe UEFA. Sikora joue à trente-quatre reprises et inscrit cinq buts en championnat (dont deux penaltys), le plus haut total de sa carrière sur une saison,. Cette fin de saison est également marquée par le départ de l'entraîneur Patrice Bergues pour la Direction technique nationale ainsi que la naissance pour Sikora de son deuxième enfant. En 1996-1997, le RC Lens commence la saison avec Slavoljub Muslin comme entraîneur et vise à nouveau une qualification en coupe d'Europe. Après un début de saison marqué par quatre victoires consécutives et une première place au classement, les Lensois enchaînent des résultats négatifs et reculent au classement,. Parallèlement, les Lensois sont éliminés dès leur entrée en lice de la Coupe UEFA par la Lazio Rome,. Privé depuis la fin de la saison précédente de son gardien Guillaume Warmuz, puis en début de saison de Jean-Guy Wallemme, Sikora se blesse à son tour lors de la treizième journée contre le Stade rennais,. Atteint d'une rupture au ligament croisé d'un genou, il doit mettre un terme à sa saison. Sans lui, le RC Lens change d'entraîneur en mars 1997, Roger Lemerre, assisté de Daniel Leclercq, remplaçant Muslin après la vingt-huitième journée et une défaite à domicile contre Le Havre AC en championnat. Le club se maintient en se classant treizième du championnat,,.

#### Deux titres, transfert avorté à Liverpool (1997-1999)

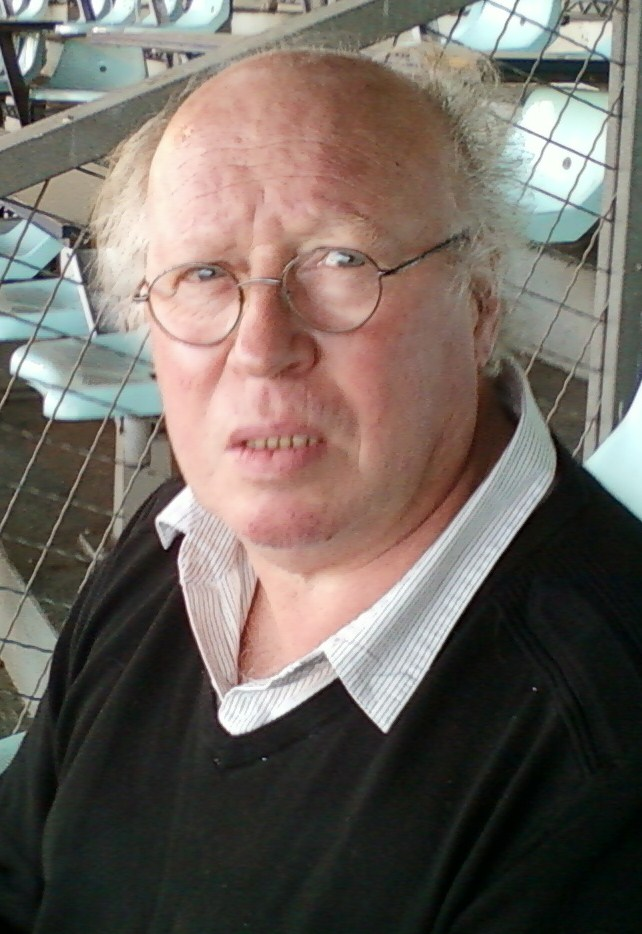
Daniel Leclercq, entraîneur du RC Lens de 1997 à 1999.

Éric Sikora reprend la compétition lors du premier match de championnat de la saison 1997-1998. Il affronte avec le RC Lens, l'AJ Auxerre, match qui se solde par une victoire lensoise, trois buts à zéro, et une première place au championnat à la différence de buts. Sous l'impulsion de son nouvel entraîneur, Daniel Leclercq, qui succède à Roger Lemerre à l'intersaison, le RC Lens figure dans les dix premiers du championnat dans la première moitié de saison et est cinquième du classement au moment de la trêve hivernale, à cinq points du premier, le FC Metz. Progressant ensuite au classement, le RC Lens prend la tête du championnat à l'issue de la trentième journée et une victoire à Metz et compte alors deux points d'avance sur le club lorrain. Après trois victoires consécutives, le RC Lens obtient un match nul lors de la dernière journée à Auxerre et devient champion de France au bénéfice d'une meilleure différence de buts comparativement au FC Metz. Sikora dispute l'ensemble des rencontres de championnat à l'exception du match à l'extérieur contre le Toulouse FC,. Parallèlement à ce parcours en championnat, Sikora et le RC Lens sont dominés par le Paris Saint-Germain en demi-finale de la Coupe de la Ligue puis en finale de la Coupe de France, ce dernier match se disputant une semaine avant le final du championnat,. Ses performances en club ne lui permettent cependant pas d'intégrer l'équipe de France. Selon Patrice Bergues, ancien entraîneur du RC Lens et membre de la Direction technique nationale en 1998, le groupe France était déjà formé et donc difficile à modifier,.
Ayant déjà fait l'objet de sollicitations d'autres équipes depuis le début de sa carrière sans y avoir donné suite, le titre de champion de France obtenu avec Lens amène Sikora à envisager un départ à l'intersaison pour « découvrir autre chose ». Parmi les clubs qui se manifestent, c'est celui de Liverpool FC, dont l'entraîneur à partir de cette saison est Gérard Houllier, qui est retenu et Sikora y passe une visite médicale préalable à la signature d'un contrat de trois ans. Le lendemain de cette visite, le club anglais suspend les négociations en cours en raison d'un problème administratif. Une fois ce problème réglé, Sikora choisit cependant de ne pas s'engager avec le club anglais, notamment pour des raisons familiales et signe un nouveau contrat avec le RC Lens, marqué par une hausse de salaire et une perspective de reconversion. Daniel Leclercq, mécontent de cette velleité de transfert, impose à Sikora de demander à ses coéquipiers leur accord avant de revenir dans le groupe, ce que tous acceptent. À l'entame de cette nouvelle saison, le brassard de capitaine, devenu vacant à la suite du transfert de Jean-Guy Wallemme, n'est pas attribué à Sikora mais à Frédéric Déhu.
Réintégrant donc le groupe lensois, Sikora dispute et perd le 30 juillet 1998 le Trophée des champions contre le Paris Saint-Germain (1-0). Il découvre ensuite avec le club la Ligue des champions de l'UEFA. Le tirage au sort amène Lens à affronter Arsenal, Panathinaïkos et le Dynamo Kiev,,. Disputant le premier match contre Arsenal à domicile, celui-ci se solde par un nul un partout. Sikora a durant la rencontre l'opportunité de marquer sur un coup-franc direct finalement repoussé par la barre transversale du but gardé par David Seaman. Absent à Kiev sur blessure, Sikora dispute ensuite les trois matchs suivants, une victoire à domicile contre le Panathinaïkos, une défaite en Grèce et une victoire contre Arsenal au stade de Wembley. Sikora est suspendu pour le dernier match,, disputé à Lens et qui peut permettre au club français de se qualifier en cas de victoire contre Kiev. Le club lensois est battu trois buts à un et est éliminé, Kiev se qualifiant pour les quarts de finale,. En championnat, Sikora, toujours titulaire, dispute trente rencontres à son poste et se classe avec le RC Lens en sixième position. Pour la deuxième année consécutive, Sikora et le club sang et or disputent une finale de coupe au stade de France mais cette fois en Coupe de la Ligue. Le RC Lens retrouve son rival du championnat de la saison précédente, le FC Metz, et s'impose un but à zéro sur une réalisation de Daniel Moreira,.

#### De la Coupe de l'UEFA au capitanat (1999-2001)
L'intersaison 1999-2000 est marquée par de nombreux transferts au sein du RC Lens. L'amalgame ne se fait pas et le club se retrouve en position de relégable à la fin du mois de septembre. L'entraîneur Daniel Leclercq est alors remplacé le 1er octobre par son adjoint François Brisson. Deux semaines plus tard, Sikora évoque dans La Voix du Nord la possibilité d'une « catastrophe » en cas d'absence de réaction de l'équipe. Le RC Lens se redresse par la suite. En parallèle du championnat, le club sang et or dispute la Coupe UEFA. Après deux premiers tours gagnés contre le Maccabi Tel-Aviv et le Vitesse Arnhem, le RC Lens concède une défaite à domicile, deux buts à un, contre Kaiserslautern avec notamment un but contre-son-camp de Sikora. Les sangs et or se qualifient en Allemagne au retour après une victoire quatre buts à un. En mars 2000, le RC Lens élimine deux clubs espagnols en huitièmes et en quarts de finale : l'Atlético de Madrid et le Celta de Vigo, à chaque fois en gagnant à Lens après avoir obtenu un match nul en Espagne. Sikora déclare en 2002 que le match aller à Vigo est la rencontre la plus difficile qu'il ait eu à faire en raison de la performance de son adversaire direct, Gustavo López. Le Français ne dispute pas le match retour à cause d'une blessure, le seul match de cette campagne européenne où il est absent. Le RC Lens est éliminé en demi-finale par Arsenal après deux défaites (1-0, 2-1). En championnat, la remontée du RC Lens l'amène finalement à la cinquième place, ce qui lui permet de se qualifier pour la Coupe Intertoto. Sikora, qui a disputé 29 des 34 matchs et auteur de deux buts sur coups francs lors des victoires lensoises contre Le Havre AC, quatre buts à zéro, et le FC Metz, un but à zéro, au stade Bollaert,,,, est également capitaine du club lors des deux dernières rencontres en l'absence du titulaire de la fonction, le gardien Guillaume Warmuz,.
L'entraîneur François Brisson quitte sa fonction à l'intersaison, Rolland Courbis le remplace. Courbis décide de confier le capitanat de l'équipe à Sikora en remplacement de Guillaume Warmuz. En début de saison, le RC Lens est éliminé lors de son entrée en lice en Coupe Intertoto par le VfB Stuttgart. Après une victoire à l'aller, deux buts à un, au Stadium Nord obtenue grâce à un but sur coup franc de Sikora dans les dernières minutes, les Lensois sont éliminés au retour après une défaite sur le score d'un but à zéro. En championnat, la quatrième journée voit le RC Lens accueillir le Toulouse FC. Ce match, remporté par Lens, permet au capitaine lensois de devenir le joueur ayant disputé le plus de rencontres de première division avec Lens (378), succédant à Bernard Placzek,. Le club est également en tête du championnat à l'issue de ce match avant de rétrograder par la suite. Éric Sikora inscrit en janvier 2001 un but d'une frappe lointaine contre le Nîmes Olympique en seizièmes de finale de la Coupe de la Ligue. Le 8 février, alors que le club est éliminé des deux coupes nationales et est treizième en championnat, Rolland Courbis est remplacé par son adjoint Georges Tournay qui laisse le capitanat à Sikora. La saison se conclut pour le club par une quatorzième place, et pour Sikora par vingt-sept rencontres disputées.

#### Dernières saisons (2001-2004)

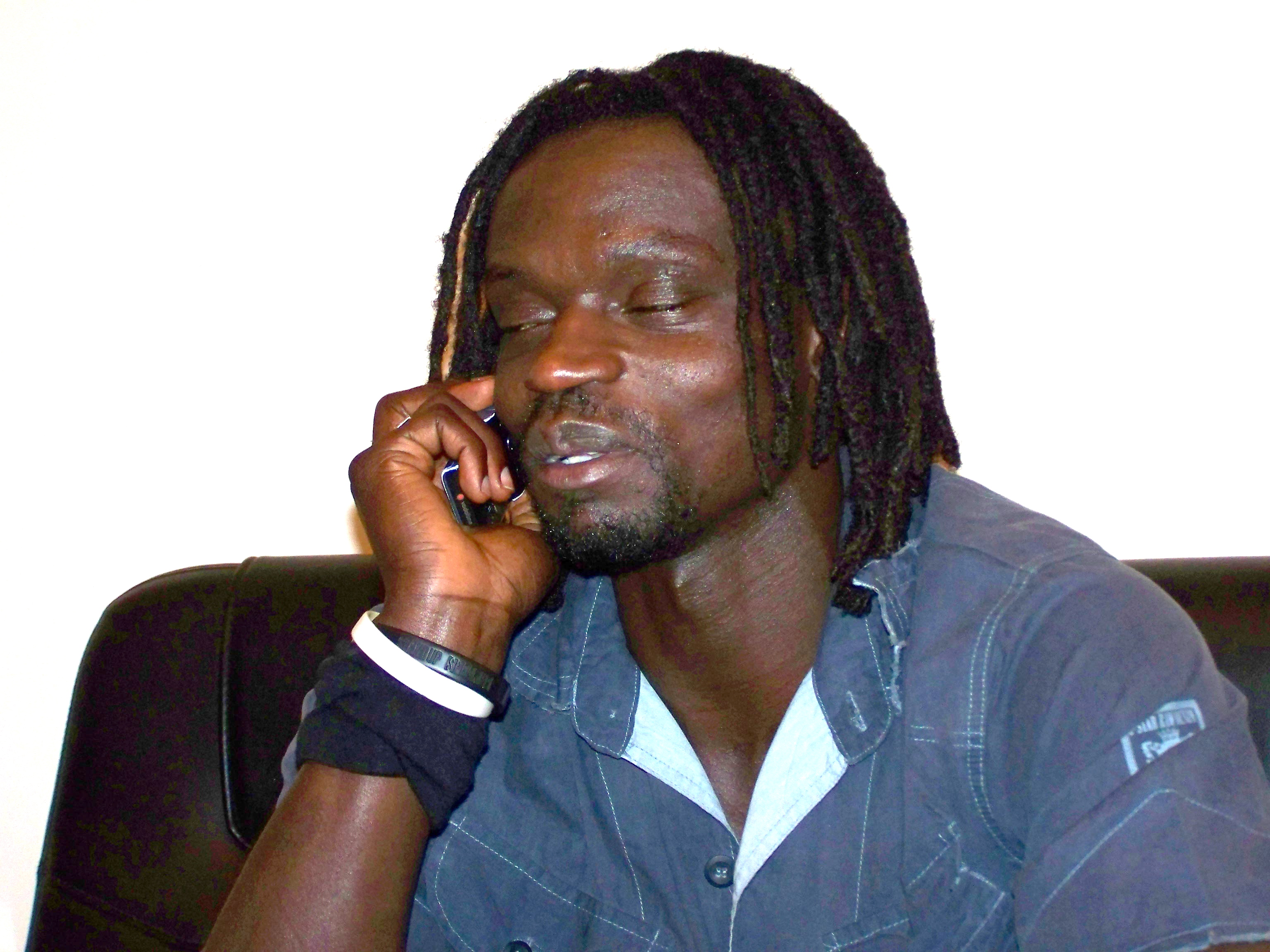
Ferdinand Coly, ici en 2008, concurrent de Sikora au poste d'arrière droit à partir de la saison 2001-2002.

Le RC Lens aborde la saison 2001-2002 avec un nouvel entraîneur, Joël Muller, et en visant une place dans le « premier tiers du classement » en championnat. Alors que Sikora s'attend à rester titulaire, il apprend par son entraîneur pendant la préparation du premier match de la saison contre l'Olympique lyonnais qu'il commence la saison sur le banc de touche, le capitanat revenant à Guillaume Warmuz,. Ferdinand Coly devient titulaire au poste d'arrière droit. Le club lensois figurant dans les premières positions, le Sénégalais conserve sa place, Sikora entrant régulièrement en jeu durant les matchs,,. L'absence de Coly au cours de la Coupe d'Afrique des nations, où le Sénégal atteint la finale, permet à Sikora d'être titulaire pendant cette période. En championnat, le RC Lens est en tête durant vingt-huit journées, dont vingt-deux consécutives mais perd son avantage dans les dernières journées et voit l'Olympique lyonnais se rapprocher et envisager mathématiquement le titre car les deux équipes s'affrontent en « finale » du championnat lors de la dernière journée au stade de Gerland,. L'Olympique lyonnais s'impose dans ce match 3-1 et obtient ainsi son premier titre de champion de France, qui sera suivi de six autres consécutifs. Éric Sikora, qui joue vingt-trois des trente-quatre matchs de championnat, est alors en fin de contrat mais signe une prolongation d'un an,. Lors de cette saison, il ne participe à aucune rencontre lensoise en phase de groupes de la Ligue des champions, ne fait que six apparitions en championnat et en coupes nationales et est la plupart du temps sur le banc de touche dans un contexte où les joueurs les plus anciens que sont Éric Sikora, ou Guillaume Warmuz, sont éloignés de l'équipe durant la saison par la volonté de l'encadrement technique. Sikora, qui est cette saison en concurrence avec Ferdinand Coly, Rod Fanni ou Daouda Jabi, marque un but lors de la réception d'Auxerre en championnat, but qui se révèle être le dernier de sa carrière,,. Le 24 mai 2003, il semble faire ses adieux à son public, recevant une ovation lors de sa sortie, à la 88e minute de jeu du dernier match de la saison disputé contre Bastia. Une fois le match terminé, Sikora entame un tour d'honneur du stade Bollaert avec sa femme et ses filles avant de s'adresser au public. Finalement, il prolonge à nouveau son contrat pour une saison, la dernière de sa carrière de joueur. À nouveau concurrencé par Fanni, Jabi ou Barul, il ne joue pas en début de saison. En janvier et février, la Coupe d'Afrique des nations prive Lens de plusieurs joueurs ce qui amène Joël Muller à réorganiser son équipe et Sikora à retrouver le terrain et participer à six rencontres toutes compétitions confondues, les six dernières de sa carrière professionnelle. Sikora dispute le 21 février 2004 son dernier match en première division, le 434e, contre les Girondins de Bordeaux,. Trois jours plus tard, il participe au dernier match de sa carrière lors d'un seizième de finale de Coupe de France perdu par Lens sur le terrain du Dijon FCO, club de National. Au 11 mars 2021, il figure en huitième position au classement des joueurs au nombre de matchs disputés en première division française au sein d'un même club. En 2022, le magazine So Foot le classe dans le top 1000 des meilleurs joueurs du championnat de France, à la 255e place.

### Reconversion et carrière d'entraîneur

#### Projets et premier emploi au RC Lens (2002-2005)

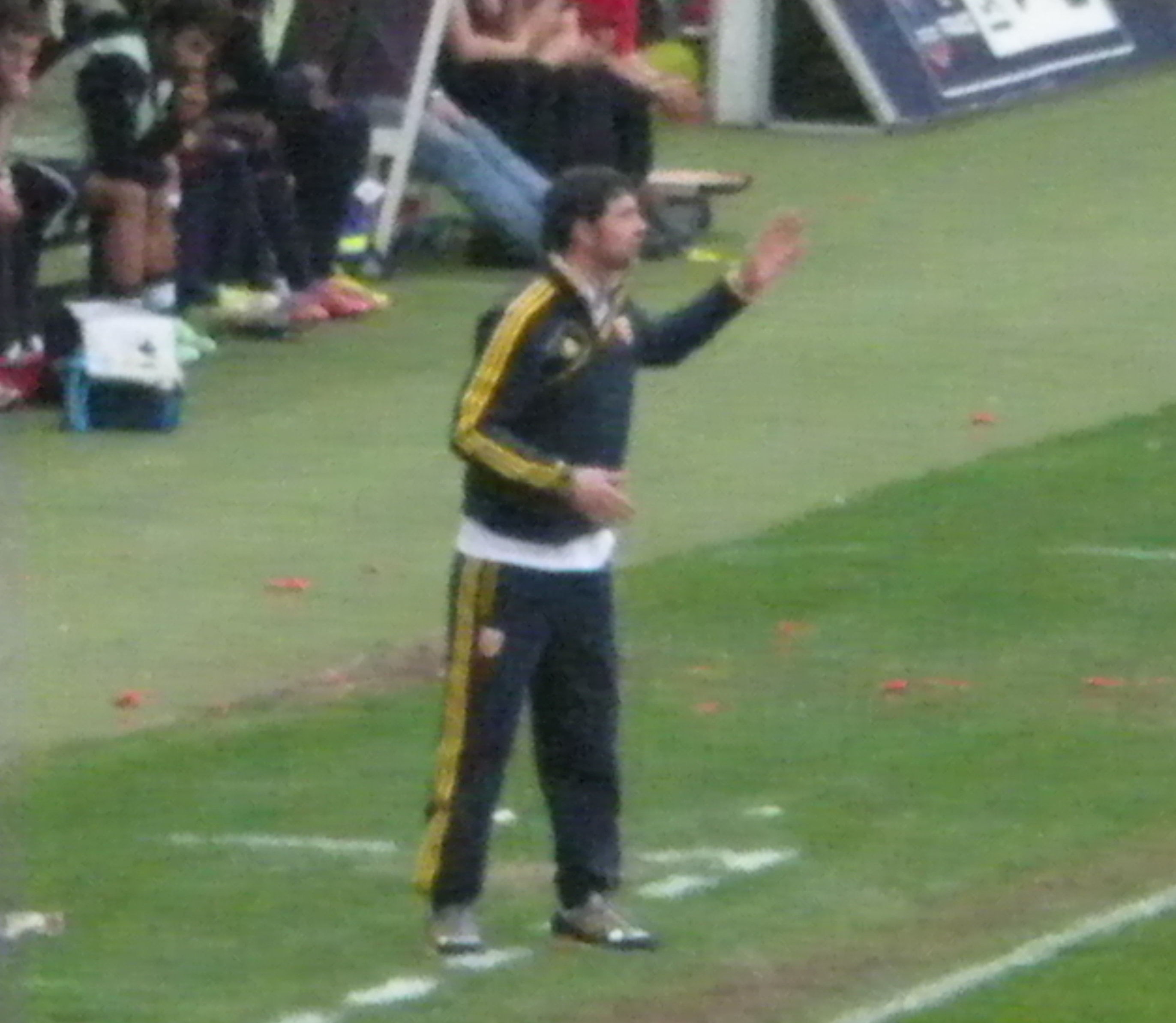
Sikora entraîneur du RC Lens en 2012-2013.

En 2002, alors que son contrat avec le Racing Club de Lens se termine en juin de cette année et qu'il n'a pas encore été renouvelé, Éric Sikora envisage son avenir dans le milieu du football et très probablement au sein du club lensois. Il fait l'objet de propositions de la part du président Gervais Martel et du directeur général Serge Doré et envisage d'intégrer soit le secteur commercial du club où il rejoindrait Laurent Hochart, soit l'encadrement technique, en formation ou au niveau de l'équipe professionnelle. À l'issue de la saison 2003-2004 où il décide d'arrêter sa carrière de joueur, Sikora reçoit de la direction du club une proposition d'intégrer l'encadrement technique de l'équipe professionnelle en devenant adjoint de Joël Muller. Sikora refuse cette proposition mais reste toutefois salarié du RC Lens, en étant « représentant des produits sportifs » au sein des filiales du club.

#### Entraîneur-adjoint puis entraîneur d'équipes de jeunes de Lens (2005-2012)
Huitième du championnat en 2004, le club lensois dirigé par Muller est moins performant la saison suivante. Le 24 janvier 2005, à la suite de trois défaites consécutives en championnat et en Coupe de la Ligue, Muller est démis de ses fonctions par le Gervais Martel et est remplacé par son adjoint, Francis Gillot,. Celui-ci prend pour adjoints Didier Sénac et Éric Sikora, qu'il avait côtoyé dans sa carrière de joueur. De quatorzième, le club remonte alors en septième place en fin de saison. Sikora occupe cette fonction jusqu'en mai 2006. En juin 2006, l'encadrement technique des équipes première et réserve sont remaniés. Colbert Marlot, qui dirigeait la réserve, est nommé entraîneur adjoint de Gillot. Dans le même temps, Didier Sénac et Sikora rejoignent la réserve, Sikora devenant l'adjoint de Christophe Gardié dans cette équipe.
Sikora travaille à partir de 2007 avec l'équipe du club des moins de 19 ans nationaux. Il y est l'adjoint d'Éric Assadourian durant trois saisons, ce qui lui permet de préparer le Brevet d'État d'éducateur sportif 2 spécifique qu'il décroche en juillet 2009 puis le diplôme d'entraîneur d'État fédéral complet qu'il obtient en juin 2010. Lens devient champion de France de la catégorie en 2009. Pour la saison saison 2010-2011, il prend en charge l'équipe des moins de 17 ans honneur avant d'entraîner en saison 2011-2012 le même groupe au niveau des moins de 17 ans nationaux. Première de son groupe en championnat, l'équipe lensoise se qualifie tout d'abord pour la phase finale du championnat avant de le remporter en gagnant la finale face à l'Olympique lyonnais le 2 juin 2012 à Cholet, sur le score de 4 à 3,.

#### Entraîneur de l'équipe première ou de la réserve (2012-2018)

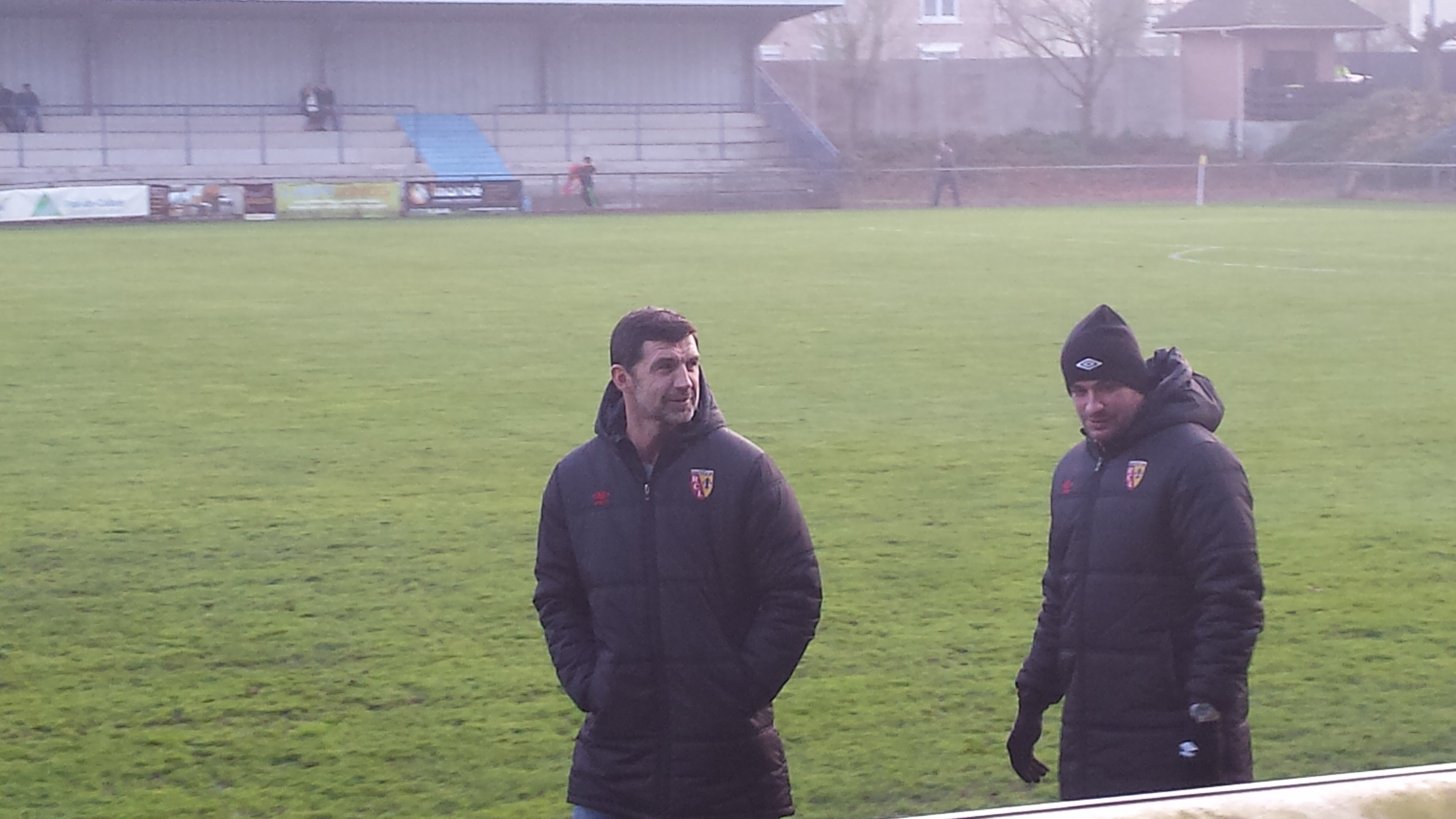
Éric Sikora, entraîneur de la réserve du RC Lens en 2014-2015, accompagné de son adjoint Daniel Moreira.

En juillet 2012, Antoine Sibierski, nouveau directeur sportif du RC Lens, décide de confier l'encadrement de l'équipe réserve, jouant en CFA à Éric Sikora, qui s'attendait à diriger l'équipe des moins de 19 ans nationaux. Il succède alors au poste à Éric Assadourian, dont il avait été l'adjoint durant trois saisons, qui est parti au Lekhwiya Sports Club au Qatar. Au bout de huit matchs de championnat, Luc Dayan, président du club, décide le 24 septembre 2012 de remplacer l'entraîneur de l'équipe première, Jean-Louis Garcia, par Sikora à la suite d'un début de saison marqué par une seule victoire, une quinzième place au classement et une défaite quatre à zéro à domicile contre Monaco. Les adjoints de Garcia sont également limogés, Sikora travaillant alors avec Didier Sénac, Jean-Claude Nadon et Vincent Lannoy. Sous contrat jusqu'en juin 2014, Sikora, qui n'est pas titulaire du diplôme d'entraîneur professionnel de football (DEPF) nécessaire pour être officiellement entraîneur d'une équipe professionnelle et qui ne peut pas commencer cette formation avant 2014, est théoriquement l'adjoint de Marc Westerloppe qui est impliqué au club dans la formation des jeunes joueurs,. La saison lensoise se solde par un quart de finale de Coupe de France perdu contre Bordeaux et une douzième place en championnat. Elle est marquée par la plus large défaite (7-0) de l'histoire du club en championnat contre Guingamp. À l'issue de cette saison, l'organigramme lensois est modifié à l'occasion de la revente du club. Sikora cède sa place à Antoine Kombouaré et retourne entraîner la réserve, avec Daniel Moreira et Jean-Pierre Lauricella comme adjoints. Responsable de la post-formation, il envisage alors de passer son DEPF et intègre cette formation en fin de saison. Au cours de cette saison qui voit l'équipe réserve se classer onzième, il est suspendu huit matchs après avoir injurié des officiels durant un match,. Toujours à son poste la saison suivante, la réserve lensoise termine également onzième. En 2015-2016, la réserve joue le maintien. Relégable au coup d'envoi de la dernière journée, le RC Lens gagne son match et se maintient aux dépens de la réserve du club de Troyes. En parallèle de cette saison, Sikora termine sa formation et reçoit son diplôme en avril. Sixième en 2016-2017, il commence la saison 2017-2018 avec l'équipe réserve puis remplace Alain Casanova à la tête de l'équipe première après un début de saison du RC Lens marqué par quatre défaites sur les quatre premiers matchs de championnat,,. Sikora s'entoure de Daniel Moreira ainsi que de Robert Duverne, remplacé par Philippe Lambert en janvier,. L'objectif du club devient alors le maintien. Après une élimination en Coupe de la Ligue et trois défaites en championnat, la première victoire lensoise intervient lors de la huitième journée de Ligue 2. Après un quart de finale de Coupe de France perdu contre Les Herbiers, le club obtient son maintien lors de la 36e journée après une victoire face au Paris FC 1 à 0. À ce moment-là, Sikora s'imagine rester à la tête du club. Il apprend cependant avant la dernière journée par la direction du club qu'il est limogé à l'issue de la saison. L'annonce est faite le 18 mai 2018. Remplacé par Philippe Montanier, il quitte ensuite toute fonction au sein du RC Lens 38 ans après son arrivée au centre de formation du club,.

#### Retour au RC Lens à différents postes de l'encadrement (2020-)
Deux ans après son départ du Racing Club de Lens, Éric Sikora réintègre le club en tant que bénévole à la suite d'une proposition du directeur de la formation lensoise, Éric Assadourian. Son rôle est d'entraîner spécifiquement à la défense plusieurs des équipes du centre de formation,. À partir de 2021, il réintègre officiellement l'encadrement sportif du club et prend en charge l'équipe masculine des moins de 19 ans. La saison 2021-2022 de cette équipe se conclut par une dixième place de cette poule de championnat réunissant quatorze clubs. À l'issue de cette saison, Sikora est nommé responsable de la post-formation du RC Lens, un poste nouvellement créé consistant à gérer l'effectif et l'encadrement de l'équipe réserve ainsi que de suivre en particulier les joueurs de cette équipe ayant le potentiel de devenir professionnel. En juin 2025, Sikora redevient entraîneur-adjoint de l'équipe première du RC Lens à l'occasion de la nomination en tant qu'entraîneur principal de Pierre Sage. Son rôle est de suivre en particulier les jeunes joueurs de l'effectif professionnel.

#### Football amateur
En parallèle de ces activités, Éric Sikora continue de pratiquer le football en amateur. Après avoir évolué plusieurs saisons au club de Loos-en-Gohelle, il participe ensuite à des rencontres avec l'équipe des anciens joueurs du RC Lens. Il intègre la section vétérans du club de Savy-Berlette en juillet 2015. Après avoir été limogé du RC Lens en 2018, il assiste Georges Tournay dans l'entraînement d'espoirs à Liévin.
Sikora parraine à partir de décembre 2014 la section cécifoot du club de l'AS Violaines, le premier club ayant une section spécifique de cette discipline dans le Pas-de-Calais,.

## Style et personnalité
Lorsque Joachim Marx convoque Éric Sikora pour la première fois dans le groupe professionnel lensois, il déclare à son sujet : « Sikora est impressionnant par le calme qu'il affiche en toutes circonstances ». Gervais Martel loue en 2002 son comportement ainsi que ses qualités physiques : « c'est un très grand professionnel qui a toujours eu une bonne hygiène de vie, il a d'ailleurs rarement été blessé », qualité reconnue également par Pierre Laigle, son coéquipier durant plusieurs années. Sur le terrain, David Delporte dans son livre le compare à un « roc solide, imperturbable, toujours le premier à partir au combat ». Timide, n'étant pas naturellement leader dans son équipe, au contraire de son équipier Jean-Guy Wallemme, il est néanmoins considéré comme un élément fédérateur de son équipe sur le terrain du fait de son expérience ainsi qu'en dehors du terrain où il veille à entretenir une bonne ambiance avec ses coéquipiers. Titulaire durant de nombreuses années au poste d'arrière droit où il se distingue dans son aptitude à remporter les duels avec les adversaires, il est également important sur le plan offensif dans le jeu de l'équipe par ses relances, ses montées dans le flanc droit ainsi que par sa capacité à tirer les coups francs, de son pied fort, le droit. Il en convertit plusieurs durant sa carrière, ainsi que plusieurs penaltys. À ce poste, son style de jeu fait qu'il est comparé par Joachim Marx à Manuel Amoros, latéral droit de l'équipe de France dès années 1980 à 1992. Sikora est également reconnu en dehors du terrain pour son humilité, sa timidité, son côté chambreur et sa relation proche avec les supporters du club lensois,. Parmi ses amis figurent les anciens joueurs lensois Laurent Hochart, Pierre Laigle, Frédéric Meyrieu ou Jimmy Adjovi-Boco ainsi que Francis Gillot, dont il a été également l'adjoint au poste d'entraîneur du RC Lens,.

## Importance dans l'histoire du RC Lens et hommages
Dans son livre RC Lens Cent ans de passion, Frédéric Camus met en avant Sikora, surnommé « Cap'tain Siko » par le public lensois, comme étant un symbole du Racing Club de Lens. Les supporters lensois considèrent également Sikora comme ayant été un des meilleurs joueurs du club. Ainsi, en 2004, le magazine du club Sang et Or lance un sondage auprès de ses lecteurs pour connaître les principaux joueurs les ayant marqué sur plusieurs périodes de l'histoire de l'équipe. Concernant la période 1980-2004, Sikora arrive en tête avec près de 30 % des votants et devance Daniel Moreira et Roger Boli, qui totalisent chacun entre 13 et 14 %. En novembre 2016, à l'occasion des 110 ans du club, Sikora fait partie d'une équipe-type du club sélectionnée par des internautes sur le site internet du club artésien.
Dominique Regia-Corte, responsable des relations entre le RC Lens et ses supporters et auteur d'une chanson en 2000 sur Sikora, déclare en 2002 à son sujet : « Pour les supporters, Éric Sikora, c'est Monsieur Racing Club de Lens, avec un M majuscule. C'est le joueur le plus représentatif du club ». Cette année-là, une section de supporters du club est créée et nommée « Cap'tain Siko » en l'honneur d'Éric Sikora, qui en est d'ailleurs le parrain. Elle compte 300 adhérents, qui se déplacent dans toute la France. Le président de la section déclare en 2012 que Sikora « est le joueur qui représente le mieux les valeurs du RCL ».
À la même période, Guillaume Warmuz compare le rapport au club de Sikora avec celui de Franco Baresi avec le Milan AC ou Giuseppe Bergomi avec l'Inter Milan, tous étant des joueurs n'ayant joué que dans un club. De son côté, Gervais Martel, président du club, le considère comme étant « le joueur majeur de l'histoire du club », dont il est détenteur du plus grand nombre de rencontres disputées. Une fois sa carrière terminée, le club donne tout d'abord son nom au trophée qui récompense annuellement le meilleur jeune Lensois formé au club puis il renomme le terrain d'entraînement couvert de La Gaillette « Dôme Éric Sikora ». Dans le cadre de l'Euro 2016, dont plusieurs matchs ont lieu dans un stade Bollaert-Delelis rénové pour l'occasion, Éric Sikora est nommé ambassadeur de Lens-Agglomération en juin 2015. Son rôle consiste à représenter la ville dans des évènements préparatoires à la compétition dont son tirage au sort.
Un terrain synthétique de football portant le nom d'Éric Sikora a été implanté dans une commune limitrophe de Lens, Loos-en-Gohelle, en 2005. En 2016, à Beuvry-la-Forêt dans le Nord, un terrain est nommé au nom de Sikora. Le premier club de Sikora, l'US Rouvroy, organise une compétition pour équipes de jeunes nommée « Challenge Eric Sikora ». En 2024, il est le dernier relayeur de la flamme olympique lors de son passage dans le Pas-de-Calais le 3 juillet. À ce titre, il enflamme le chaudron situé à Lens.

## Statistiques

### Joueur
Éric Sikora dispute un total de 434 matchs de Championnat de France, ce qui en fait le joueur ayant le plus évolué à ce niveau avec le Racing Club de Lens,. Du début de sa carrière à la fin de la saison 2001-2002, 94 % des matchs joués en première division par Sikora le sont en tant que titulaire.
Le tableau ci-dessous résume les statistiques en match officiel d'Éric Sikora durant sa carrière de joueur professionnel,,,.
| Saison                | Club                  | Championnat           | Championnat | Championnat | Coupe nationale | Coupe nationale | Coupe de la Ligue | Coupe de la Ligue | Supercoupe | Supercoupe | Compétition(s) continentale(s) | Compétition(s) continentale(s) | Compétition(s) continentale(s) | Barrages | Barrages | Sélection      | Sélection | Sélection | Total | Total |
| Saison                | Club                  | Division              | M.          | B.          | M.              | B.              | M.                | B.                | M.         | B.         | Comp.                          | M.                             | B.                             | M.       | B.       | Équipe         | M.        | B.        | M.    | B.    |
| 1985-1986             | RC Lens               | Division 1            | 11          | 0           | 3               | 0               | -                 | -                 | -          | -          | -                              | -                              | -                              | -        | -        | -              | -         | -         | 14    | 0     |
| 1986-1987             | RC Lens               | Division 1            | 32          | 0           | 7               | 0               | -                 | -                 | -          | -          | C3                             | 2                              | 0                              | -        | -        | France espoirs | 1         | 0         | 42    | 0     |
| 1987-1988             | RC Lens               | Division 1            | 23          | 0           | 6               | 0               | -                 | -                 | -          | -          | -                              | -                              | -                              | -        | -        | -              | -         | -         | 29    | 0     |
| 1988-1989             | RC Lens               | Division 1            | 37          | 1           | 3               | 0               | -                 | -                 | -          | -          | -                              | -                              | -                              | -        | -        | France espoirs | 3         | 0         | 43    | 1     |
| 1989-1990             | RC Lens               | Division 2            | 30          | 0           | 3               | 0               | -                 | -                 | -          | -          | -                              | -                              | -                              | -        | -        | -              | -         | -         | 33    | 0     |
| 1990-1991             | RC Lens               | Division 2            | 34          | 1           | 1               | 0               | -                 | -                 | -          | -          | -                              | -                              | -                              | 4        | 0        | -              | -         | -         | 39    | 1     |
| 1991-1992             | RC Lens               | Division 1            | 32          | 3           | 1               | 0               | -                 | -                 | -          | -          | -                              | -                              | -                              | -        | -        | -              | -         | -         | 33    | 3     |
| 1992-1993             | RC Lens               | Division 1            | 35          | 1           | 3               | 1               | -                 | -                 | -          | -          | -                              | -                              | -                              | -        | -        | -              | -         | -         | 38    | 2     |
| 1993-1994             | RC Lens               | Division 1            | 33          | 1           | 5               | 1               | -                 | -                 | -          | -          | -                              | -                              | -                              | -        | -        | -              | -         | -         | 38    | 2     |
| 1994-1995             | RC Lens               | Division 1            | 32          | 3           | 2               | 0               | -                 | -                 | -          | -          | -                              | -                              | -                              | -        | -        | -              | -         | -         | 34    | 3     |
| 1995-1996             | RC Lens               | Division 1            | 34          | 5           | 1               | 0               | 1                 | 0                 | -          | -          | C3                             | 6                              | 0                              | -        | -        | -              | -         | -         | 42    | 5     |
| 1996-1997             | RC Lens               | Division 1            | 13          | 1           | -               | -               | -                 | -                 | -          | -          | C3                             | 2                              | 0                              | -        | -        | -              | -         | -         | 15    | 1     |
| 1997-1998             | RC Lens               | Division 1            | 33          | 0           | 5               | 0               | 3                 | 0                 | -          | -          | -                              | -                              | -                              | -        | -        | -              | -         | -         | 41    | 0     |
| 1998-1999             | RC Lens               | Division 1            | 30          | 0           | 3               | 0               | 4                 | 0                 | 1          | 0          | C1                             | 4                              | 0                              | -        | -        | -              | -         | -         | 42    | 0     |
| 1999-2000             | RC Lens               | Division 1            | 29          | 2           | 1               | 0               | 1                 | 0                 | -          | -          | C3                             | 11                             | 0                              | -        | -        | -              | -         | -         | 42    | 2     |
| 2000-2001             | RC Lens               | Division 1            | 27          | 0           | 1               | 0               | 2                 | 1                 | -          | -          | Int                            | 2                              | 1                              | -        | -        | -              | -         | -         | 32    | 2     |
| 2001-2002             | RC Lens               | Division 1            | 23          | 0           | 2               | 0               | -                 | -                 | -          | -          | -                              | -                              | -                              | -        | -        | -              | -         | -         | 25    | 0     |
| 2002-2003             | RC Lens               | Ligue 1               | 5           | 1           | -               | -               | 1                 | 0                 | -          | -          | -                              | -                              | -                              | -        | -        | -              | -         | -         | 6     | 1     |
| 2003-2004             | RC Lens               | Ligue 1               | 5           | 0           | 1               | 0               | -                 | -                 | -          | -          | -                              | -                              | -                              | -        | -        | -              | -         | -         | 6     | 0     |
| Total sur la carrière | Total sur la carrière | Total sur la carrière | 498         | 19          | 48              | 2               | 12                | 1                 | 1          | 0          | -                              | 27                             | 1                              | 4        | 0        | -              | 4         | 0         | 594   | 23    |

### Entraîneur
À la tête de l'équipe professionnelle du Racing Club de Lens, Éric Sikora dirige lors de la saison 2012-2013 36 matchs, 30 en championnat et 6 en Coupe de France. Son bilan est en championnat de 8 victoires, 13 nuls et 9 défaites, en coupe de 5 victoires et une défaite, soit un total de 13 victoires, 13 nuls et 10 défaites,.
Après quatre ans à la tête de l'équipe réserve, Sikora reprend la tête de l'équipe première du club en remplacement d'Alain Casanova en août 2017. Il est remercié en fin de saison 2017-2018 avec un bilan en championnat de 11 victoires, 10 nuls et 13 défaites ainsi qu'en coupes de 5 victoires, un match nul et une défaite,, soit un total de 16 victoires, 11 nuls et 14 défaites.

## Palmarès
Au cours de sa formation, Éric Sikora est finaliste du championnat national des cadets en 1983. Une fois passé professionnel, il remporte en 1994 la Coupe de la Ligue, sous son ancienne version. En 1998, Sikora est champion de France et finaliste de la Coupe de France. L'année suivante, après avoir perdu le Trophée des champions, il gagne un dernier titre en tant que joueur, la Coupe de la Ligue. Les années suivantes le voient être demi-finaliste de la Coupe UEFA 1999-2000 et vice-champion de France en 2001-2002. En tant qu'entraîneur, Sikora est champion de France U-17 en 2012.
Durant sa carrière, Éric Sikora figure à plusieurs reprises dans des sélections de jeunes mais n'est jamais sélectionné en équipe de France A ou A',.

## Distinctions personnelles
Sikora figure dans l'équipe type de la Division 1 en 1998.